# Rima Hesiodus
Rima Hesiodus és una estructura geològica del tipus rima a la superfície de la Lluna, situada amb el sistema de coordenades planetocèntriques a -29 ° de latitud N i -17.31 ° de longitud E. Fa un diàmetre de 251.46 km. El nom va ser fet oficial per la UAI l'any 1964 i fa referència al proper cràter Hesiodus.